# حمام افوشته
حمام افوشته مربوط به سدهٔ ۹ ه.ق است و در نطنز، خیابان مطهری، محله افوشته واقع شده و این اثر در تاریخ ۱۷ آذر ۱۳۶۴ با شمارهٔ ثبت ۱۶۹۵ به‌عنوان یکی از آثار ملی ایران به ثبت رسیده است.
حمام افوشته در جنوب غربی ساختمان خانقاه قرار داردکه ابعاد آن 25*16 می‌باشد که از بناهای ساخته شده توسط سید واقف است. حمام افوشته در سطحی پایین‌تر از کوچه قرار دارد و با پاگردی قبل از ورودی و پله،‌ به راهرو سقف‌دار هشت ضلعی کوچکی وارد می‌شود که سنگ نوشته‌ای به دیوار مقابل در ورودی نصب شده است.  در سه طرف رخت‌کن شمال شرقی آن سه شاه نشین یا سکو به ارتفاع ۵ سانتی متر از کف رواق قرار دارد که سکوی شمال شرقی به صورت محرابی ۵ ضلعی است. سکوهای رواق جنوب غربی حدود ۵۰ سانتی متر از کف رواق بالاتر قرار دارد و در وسط هر ۳ رواق، حوض آب کم عمقی با دیواره و فواره سنگی ایجاد شده است .حوض میانی به صورت کثیرالاضلاع هشت ضلعی و ۲ حوض دیگر به صورت ۶ ضلعی است و سقف کلیه قسمت‌های حمام از نوع طاق ضربی گنبد دار بوده که بلندتر از سطح کوچه قرار گرفته است.